# 日根野弘勝
日根野 弘勝（ひねの ひろかつ、生没年不詳）は、安土桃山時代から江戸時代初期の武将。通称は九郎右衛門。妻は松永久秀の娘。

## 略歴
日根野弘就の四男として誕生。母は金森可重の娘。兄に高吉、吉時、（日根）弘正がいる。妹は、浅野氏次の妻となった。
豊臣秀吉に仕えた。
子・弘佐が跡を継いだ。